# Саэс, Иньяки
Хосе́ Игна́сио (Инья́ки) Са́эс Ру́ис (исп. José Ignacio «Iñaki» Sáez Ruiz; 23 апреля 1943, Бильбао) — испанский футболист и тренер клуба. Выступал на позиции защитника. Известен по игре за «Атлетик Бильбао». После окончания карьеры успешно тренировал молодёжную сборную Испании, 2 года руководил и основной командой.

## Карьера

### Игрок
Иньяки Саэс начинал карьеру в клубах «Сан-Висенте» и «Баракальдо». Основная и наиболее успешная часть карьеры Саэса прошла в «Атлетике» из Бильбао. Он выступал за него на протяжении 14 сезонов, сыграл 263 матча и забил 7 мячей. Дважды Иньяки становился обладателем Кубка Испании.
В 1968 году Саэс провёл 3 игры за национальную сборную Испании.

### Тренер
Первые годы тренерской деятельности Саэса неразрывно связаны с его родным «Атлетиком». Иньяки тренировал юниоров, позже дубль команды. Несколько раз он исполнял обязанности главного тренера клуба, временно заменяв ушедших тренеров. На клубном уровне Саэс также тренировал «Лас-Пальмас» и «Альбасете».
Наибольший успех пришёл к Саэсу во время тренерской деятельности в молодёжной сборной Испании. За 6 лет она выиграл несколько крупных турниров, а после ухода из основной сборной Хосе Антонио Камачо баск занял его место. Иньяки готовил испанцев к чемпионату Европы 2004 года, но выступления на первенстве было неудачным — команда не смогла выйти из группы. После этого Саэс вернулся в «молодёжку», которую возглавлял ещё 4 года. В 2008 году он объявил о своём уходе с поста тренера молодёжной сборной. Его место занял Хуан Рамон Лопес Каро, с которым Иньяки некоторое время работал в тандеме.

## Достижения
Атлетик Бильбао
- Обладатель Кубка Испании: 1969, 1973